# Franz Widnmann

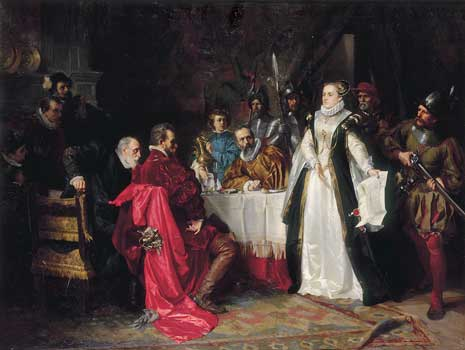
Le Duc d'Albe au château de la comtesse Catharina von Schwarzburg.

Franz Widnmann, né le 6 mars 1846 à Kipfenberg et décédé le 30 août 1910 à Rodeneck im Pustertal, est un peintre et graphiste allemand, professeur à l’École royale des arts appliqués de Munich.
Il est le fils du médecin Eduard Widnmann de Schrobenhausen. En 1862, il entre à l'Académie royale des beaux-arts de Munich. Ses professeurs sont Karl von Piloty, Alexander Strähuber, Hermann Anschütz et Alexander Wagner. Très vite, il collabore avec l’architecte Julius Hofmann et publie des « modèles décoratifs ». Sa première peinture, Le Duc d'Albe au château de la comtesse Catharina von Schwarzburg, est primée à l'Exposition mondiale de Vienne de 1873. Franz Widnmann reçoit une commande pour la décoration du palais Pringsheim à Berlin et réalise des peintures murales pour le palais du prince Léopold de Bavière et pour le château de Saint-Emmeram des Princes von Thurn und Taxis à Ratisbonne.
Une bourse de l’État lui permet d’aller en Italie. Dans les années 1880, il travaille exclusivement pour les châteaux de Louis II, en particulier pour le château de Herrenchiemsee. Dans les années 1878-1886 il a fourni des dessins pour la décoration des façades, pour le stuc, les panneaux muraux, des candélabres, des lustres en porcelaine de Meissen, des lustres en cristal (réalisé par J. & L. Lobmeyr à Vienne) ainsi que des montres et des stylos, entre autres. Enfin, il réalise plusieurs tableaux. Il a participé également à la décoration du château de Linderhof.
En 1881 Franz Widnmann reçoit le titre de professeur royal. Un an plus tard, il est nommé professeur à l’École des arts appliqués. Après la mort de Louis II, en 1886, il retourne à des arts plus graphiques, influencé par des artistes du début du XIXe siècle, comme Alfred Rethel, Moritz von Schwind, Ludwig Richter et Ferdinand Barth. En outre, il crée des motifs décoratifs dont une série de timbres pour la Poste bavaroise. En 1894 il dessine le vitrail de l'Église des déchaux (de) à Augsbourg.